# Eclissi solare del 16 gennaio 2056
L'Eclissi solare del 16 gennaio 2056, di tipo anulare, è un evento astronomico che avrà luogo il suddetto giorno attorno alle ore 22:16 UTC.
L'eclissi avrà un'ampiezza massima di 95 chilometri e una durata di 2 minuti e 52 secondi.

## Eclissi correlate

### Eclissi solari 2054 - 2058
Questa eclissi è un membro di una serie semestrale. Un'eclissi in una serie semestrale di eclissi solari si ripete approssimativamente ogni 177 giorni e 4 ore (un semestre) in nodi alternati dell'orbita della Luna.

### Ciclo di Saros 132
Questa eclissi fa parte del ciclo di Saros 132, che si ripete ogni 18 anni, 11 giorni, contenente 71 eventi. La serie è iniziata con un'eclissi solare parziale il 13 agosto 1208. Contiene eclissi anulari dal 17 marzo 1569 al 12 marzo 2146, ibride il 23 marzo 2164 e il 3 aprile 2183 ed eclissi totali dal 14 aprile 2200 al 19 giugno 2308. La serie termina al membro 71 con un'eclissi parziale il 25 settembre 2470. La durata più lunga di un'anularità nella serie è stata di 6 minuti e 56 secondi il 9 maggio 1641, mentre l'eclissi totale più lunga della serie sarà di 2 minuti e 14 secondi l'8 giugno 2290 Tutte le eclissi di questa serie si verificano nel nodo discendente della Luna.